# Annals of Physics
Ne doit pas être confondu avec Annalen der Physik.
Annals of Physics est une revue scientifique à comité de lecture publiée chaque mois depuis 1957. Elle est éditée par Elsevier Science. Elle traite de tous les aspects de base de la recherche en physique, à la fois théoriques, méthodologiques et appliqués. Son rédacteur en chef est Neil Turok, du département de physique et astronomie de l'Université d'Édimbourg.
Selon l'édition 2020 du Journal Citation Reports, elle a un facteur d'impact de 2,73.